# Jedna žena, dva muškarca
Jedna žena, dva muškarca (eng. Mad Dog and Glory) američka je ljubavna kriminalistička humorna drama iz 1993. koju je režirao John McNaughton. Scenarij je napisao Richard Price dok je Martin Scorsese sudjelovao kao producent. Radnja se vrti oko usamljenog policajca Waynea, zvanog "Pobjesnjeli pas" (Robert De Niro), koji spletom okolnosti od mafijaša dobije jednu ženu na tjedan dana u svojem stanu.
Film nije prošao osobito zapaženo: zaradio je 11.1 milijun $ u kinima SAD-a a u Hrvatskoj nije ni igrao niti se dugo vremena nije pojavio na DVD-u, sve do 2009., ali ima mali krug obožavatelja. Cahiers du cinéma ga je stavio na 7. mjesto na listi 10 najboljih filmova 1993.

## Radnja
Chicago. Wayne je policijski fotograf kojemu su kolege dali ironičan nadimak "Pobjesnjeli pas" jer je iznimno povučen, introvertiran i stidljiv. Wayne je pozdan u svojem poslu, ali je usamljen i povremeno iz svojeg stana promatra susjede koji su u ljubavnim vezama. Jedne noći dogodi se ubojstvo na ulicama i on s kolegom Mikeom otiđe snimiti mjesto zločina. Usput svrati do jednog dućana i tamo slučajno naiđe na ubojicu koji je uzeo Franka kao taoca. Wayne ga uspije uvjeriti da napusti dućan i tako spasi život Franku. Sutradan sazna da je Frank zapravo mafijaš i vlasnik kluba za komičare u kojem nastupa te da ga je pozvao da mu zahvali. Wayne prihvati njegov poziv, iako mu je neobično da razgovara s kriminalcem, a Frank iz njihovih razgovora shvati da je ovaj vrlo usamljen. 
Iduči dan Wayne pred svojim vratima upozna Glory, Frankovu zaposlenicu koju je on njemu poslao na tjedan dana kao zahvalnost. Iako Glory objašnjava da će mu samo biti "prijateljica", Wayne naslučuje da bi se moglo raditi i o uslugama prostituke te mu nije osobito ugodno. Isprva ju želi poslati natrag Franku, ali mu ona objasni da bi onda imala puno problema jer bi mislio da nije obavila svoj posao. S vremenom, Wayne i Glory razviju prijateljski odnos te se prirodno zaljube. Nakon dugo vremena, Wayne ponovno dobiva samopouzdanje te se čak i potuče s Frankom kako bi ovaj oslobodio Glory obaveza prema njemu. U tučnjavi je Frank isprva jači, ali se onda Wayne naljuti i izgubi strpljenje te ga istuče u izljevu bijesa. Prekine ih Glory a Frank ju odluči osloboditi dugova jer shvati da se ne isplati imati toliko problema zbog jedne žene. Wayne i Glory se vrate u stan.

## Glumci
- Robert De Niro kao Wayne "Pobjesnjeli pas" Dobie
- Uma Thurman kao Glory
- Bill Murray kao Frank Milo
- David Caruso kao Mike
- Mike Starr kao Harold
- Kathy Baker kao Lee
- Tom Towles kao Andrew
- Derek Annunciation kao Strijelac

## Zanimljivosti
- Scenarist Richard Price ima mali cameo nastup u filmu kao policajac do Davida Carusa u sekvenci obavljanja očevida u pizzeriji, gdje Wayne zapleše.
- U sceni tučnjave, Murray je slučajno razbio De Nirov nos.
- Murray je jednom izjavio da je scenarij za "Jedna ženu, dva muškarca" bio jedan od 3 najbolja scenarija koje je ikada dobio. Ostala dva su bila za filmove "Beskrajni dan" i "Tajkun iz Rushmorea".

## Produkcija i izmjene nakon pokusne projekcije
Martin Scorsese je dobio scenarij i pročitao ga te je odlučio producirati ga a za režiju zadužiti Johna McNaughtona nakon što je vidio njegov film "Henry: Portret serijskog ubojice". Prema intervjuu producenta Stevena A. Jonesa iz 2002., on i redatelj John McNaughton su dobili ponudu režirati film, ali su prvo morali čekati da Scorsese i De Niro završe triler "Rt straha". Stoga su u New Yorku započeli s pretprodukcijom te usput prije snimili film "Seks, droga i Rock 'n Roll". Njihov je ugovor bio snimiti svaku scenu i svaki dijalog u filmu "Jedna žena, dva muškarca" točno onako kako je pisalo u scenariju Richarda Pricea, bez ijedne promjene. Robert De Niro je isprva trebao igrati gangstera Franka, ali je inzistirao da dobije ulogu povučenog junaka Waynea jer mu se svidjela ideja maknuti se od uloga mafijaša i radije igrati netipično introvertiranog lika. Murray je također prihvatio ulogu gangstera iz istog razloga.
Snimanje je trajalo od 15. srpnja do 20. rujna 1991. Jones i McNaughton su završili film sa zadanim budžetom od 19 milijuna $ i 1992. ga predali distributeru, Universal Pictures. Oni su odgovorili sa: "Snimili ste film baš onako kako je on napisao. Baš onako kako smo očekivali od vas. A sada moramo smisliti način kako da to popravimo".
Nakon pokusne projekcije, Jones i McNaughton su morali napraviti neke izmjene i ponovno snimiti neke scene. No to je bilo problematično jer je De Niro ošišao kosu a Murray se udebljao za 10 kilograma. U originalnom prikazu borbe u filmu, De Nirov lik Wayne je izgubio od Murrayjovog lika Franka koji ga je s lakoćom pretukao. Wayne ga je uspio samo jednom udariti, i to neuspješno, ali je Frank ipak odustao jer je shvatio kako je besmisleno tuči se oko jedne žene. Publika je negativno reagirala na tu završnicu jer nije mogla zamisliti da bi De Niro, nakon uloge boksača u filmu "Razjareni bik", mogao glumiti takvog slabića. Tako je na kraju ta sekvenca tučnjave završila drugačije i on je ispao snažniji. Druge promjene su bile oko lika Glory (Thurman) koja je originalno ispala manipulativna, ali je promijenjena tako da je Frank ispao glavni negativac.

## Kritike
Nezadovoljni kritičar Chris Hicks je zapisao: 
"Jedan žena, dva muškarca je neobičan film, jedan koji prvo ide smjerom lagane komedije a onda smjerom grubog nasilja...Ovo je vrlo neujednačen spoj, jedan koji mijenja svoj ugođaj tako često i tako ekstremno da samo pojačava slabost filma. I to je šteta, pošto su likovi imali poetncijala da budu zanimljivi. No jedini tko je usitinu fascinantan je De Niro. Njegov nastup je jedini vrhunac ovdje".
Marc Savlov je pak hvalio film: 
"Kao i kod njegovih prethodnih filmova, McNaughton dokazuje pravo majstorstvo u vladanju nad stvarnosti; ovaj film - lokacije, ljudi, emocije - djeluju istinito. Grad je mračno, nasilno mjesto, i ironično prozvan "Pobjesnjeli pas" je usamljena duša...Isto tako, film završava na krasno otvorenoj noti; hoće li ova nova ljubav preživjeti? Možda, možda ne. Lijepo je znati da katkad sve odluke ne bivaju donesene od Hollywooda".
I Roger Ebert je bio zadovoljan i dao filmu 3.5 od 4 zvijezde: 
"Jedna žena, dva muškarca" je jedan od onih rijetkih novijih filmova kod kojih se isplati održati veliku pozornost. Neki od najboljih trenutaka se javljaju tiho i suptilno, u nijansama dijaloga ili izbora tajminga. Film je i poprilično duhovit, ali to nije širok humor, nego humor stvoren iz neobičnih ličnosti i stilova glumaca ".
U tjednim novinama Nacional u recenziji filma bilo je zapisano: 
"Iako je odjek u kinima bio osrednji, humorni krimić-ljubić "Jedna žena, dva muškarca" sjajno je ostvarenje".

## Vanjske poveznice
- Jedna žena, dva muškarca u internetskoj bazi filmova IMDb-a
- Rottentomatoes.com
- Hollywood.com
- Galerija slika iz filma
- Recenzija
- Filmski.net  Arhivirana inačica izvorne stranice od 9. srpnja 2008. (Wayback Machine)